# Cyjanohydryny

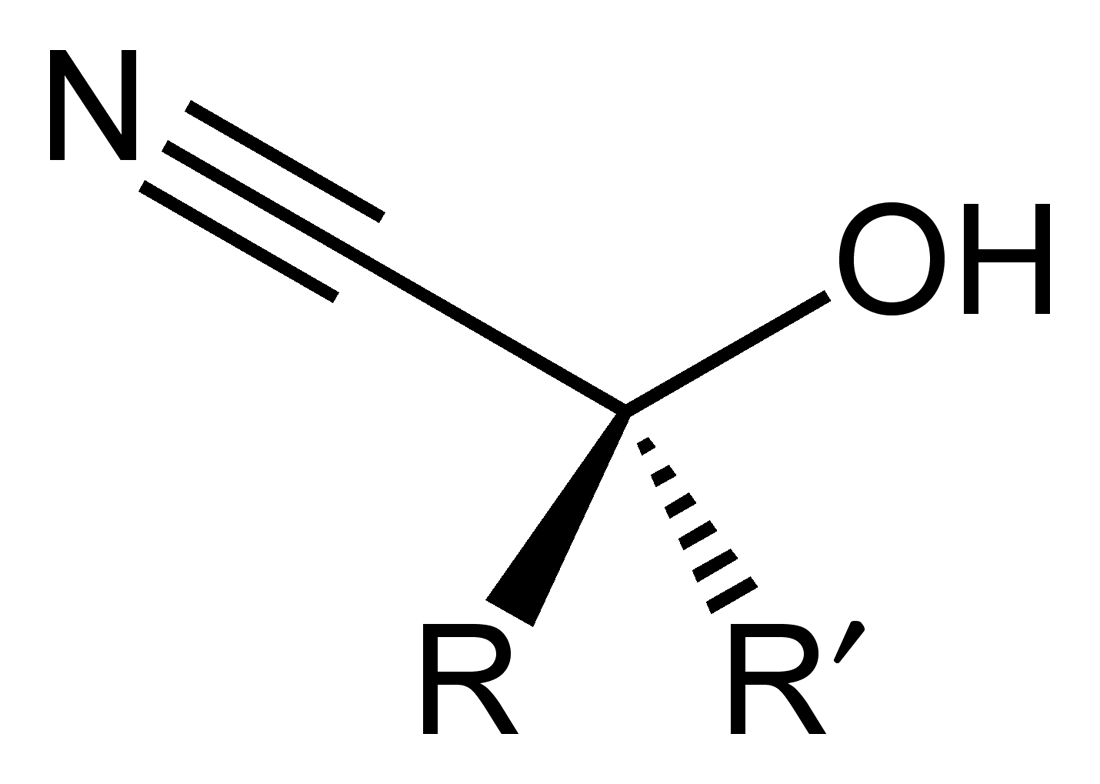
Ogólny wzór cyjanohydryn

Cyjanohydryny, α-hydroksynitryle – grupa organicznych związków chemicznych, które zawierają dwie grupy funkcyjne: nitrylową i hydroksylową przy tym samym atomie węgla.
Cyjanohydryny są związkami nietrwałymi. Mogą wykazywać aktywność optyczną, jeśli dwa podstawniki znajdujące się przy węglu z grupami nitrylową i hydroksylową nie są identyczne.
Powstają m.in. w wyniku reakcji odwracalnego przyłączenia cyjanowodoru do grupy karbonylowej.